# 112492 Annacipriani
112492 Annacipriani è un asteroide della fascia principale. Scoperto nel 2002, presenta un'orbita caratterizzata da un semiasse maggiore pari a 2,6774273 au e da un'eccentricità di 0,0266534, inclinata di 3,27969° rispetto all'eclittica.